# Creight E. Gilbert
Creight Eddy Gilbert (geboren am 6. Juni 1924 in Durham (North Carolina); gestorben am 6. April 2011 in West Haven (Connecticut)) war ein amerikanischer Kunsthistoriker, Kunstsammler und Mäzen. Er forschte und publizierte überwiegend zu Künstlern der italienischen Renaissance.

## Leben
Creight E. Gilbert kam 1924 als Sohn von Allan H. Gilbert und Katherine Everett Gilbert in Durham im US-Bundesstaat North Carolina zur Welt. Beide Eltern waren Professoren an der dortigen Duke University. Sein Bruder Everett Eddy arbeitete später als Chemiker. Nach der schulischen Ausbildung studierte Creight E. Gilbert von 1938 bis 1940 in seiner Heimatstadt an der Duke University, wechselte anschließend an die Johns Hopkins University in Baltimore und erlangte 1942 seinen Bachelor an der New York University. Dort schloss er 1955 sein Studium mit dem Titel eines Doctor of Philosophy ab.
Nachdem er einige Jahre an der Indiana University Bloomington unterrichtet hatte, arbeitete er als Kurator am John and Mable Ringling Museum of Art in Sarasota. Im Jahre 1961 wechselte er an die Brandeis University in Waltham (Massachusetts), an der er zunächst bis 1965 als Associate Professor arbeitete und anschließend bis 1969 als Professor lehrte. Danach unterrichtete er bis 1977 am Queens College, City University of New York, wechselte hiernach an die Cornell University in Ithaca. Gilbert war von 1981 bis 2000 Professor an der Yale University in New Haven.
In den Jahren 1951 und 1952 hielt er Vorträge an der Universität La Sapienza in Rom, war 1967 und 1968 zu Gast im Harvard Center for Italian Renaissance Studies in der Villa I Tatti in Florenz und hielt sich 1972 und 1973 als Fellow am Netherlands Institute for Advanced Study in Amsterdam auf. Als Gastprofessor unterrichtete er 1959 an der University of California in Berkeley, 1974/1975 an der Universität Leiden, 1976 am Williams College in Williamstown (Massachusetts) und 1985 an der Hebräischen Universität Jerusalem. Zudem arbeitete er von 1982 bis 1985 als Chefredakteur für die angesehene Fachzeitschrift The Art Bulletin. Er stiftete seine Sammlung von Zeichnungen und Drucken 2005 dem Fred Jones Jr. Museum of Art in Norman (Oklahoma). Creight E. Gilbert starb 2011 in West Haven (Connecticut).

## Auszeichnungen
- 1964: Mather Award der College Art Association
- 1990: Ehrendoktor (Doctor of Humane Letters) der Adelphi University in Garden City (New York)
- 1997: Ehrendoktor (Doctor of Humane Letters (honorary)) der University of Louisville in Louisville (Kentucky)

## Veröffentlichungen (Auswahl)
- 17th century painting from the Low Countries. Brandeis University, Poses Institute of Fine Arts, Waltham 1966.
- Change in Piero della Francesca. Augustin, New York 1968.
- Complete Poems and Selected Letters of Michelangelo by Michelangelo Buonarroti. Übersetzung von Creighton Gilbert, Princeton University Press, Princeton 1980, ISBN 0-394-70880-6.
- Italian art, 1400–1500; sources and documents. Prentice-Hall, Englewood Cliffs 1980, ISBN 0-13-507947-0.
- The works of Girolamo Savoldo : the 1955 dissertation, with a review of research, 1955–1985. Garland, New York 1986, ISBN 0-8240-6856-4.
- L’arte del Quattrocento: nelle testimonianze coeve. IRSA, Florenz 1988, ISBN 3-900731-09-8.
- Poets seeing artists’ work: instances in the Italian renaissance. Olschk, Florenz 1991, ISBN 88-222-3864-8.
- Michelangelo on and off the Sistine ceiling, selected essays. Braziller, New York 1994, ISBN 0-8076-1338-X.
- Caravaggio and his two cardinals. Pennsylvania State University Press, University Park 1995, ISBN 0-271-01312-5.
- How Fra Angelico and Signorelli saw the end of the world. Pennsylvania State University Press, University Park 2003, ISBN 0-271-02140-3.
- Lex amoris, la legge dell’amore nell’interpretazione di Fra Angelico. Le Lettere, Florenz 2005, ISBN 88-7166-878-2.